# Хамбах (Диц)
Хамбах (њем. Hambach) општина је у њемачкој савезној држави Рајна-Палатинат. Једно је од 137 општинских средишта округа Рајн-Лан. Према процјени из 2010. у општини је живјело 491 становника. Посједује регионалну шифру (AGS) 7141052.

## Географски и демографски подаци
Хамбах се налази у савезној држави Рајна-Палатинат у округу Рајн-Лан. Општина се налази на надморској висини од 156 метара. Површина општине износи 2,8 km². У самом мјесту је, према процјени из 2010. године, живјело 491 становника. Просјечна густина становништва износи 178 становника/km².